# Odontogryllodes
Odontogryllodes is een geslacht van rechtvleugeligen uit de familie krekels (Gryllidae). De wetenschappelijke naam van dit geslacht is voor het eerst geldig gepubliceerd in 1969 door Lucien Chopard.

## Soorten
Het geslacht Odontogryllodes omvat de volgende soorten:
- Odontogryllodes brevicauda Chopard, 1969
- Odontogryllodes latus Chopard, 1969
- Odontogryllodes stenus Gorochov, 1999